# Guibemantis timidus
Guibemantis timidus är en groddjursart som först beskrevs av Miguel Vences och Frank Glaw 2005.  Guibemantis timidus ingår i släktet Guibemantis och familjen Mantellidae. IUCN kategoriserar arten globalt som livskraftig. Inga underarter finns listade i Catalogue of Life.